# Salim el-Hoss
Pour les articles homonymes, voir Hoss.
Salim el-Hoss (en arabe : سليم أحمد الحص), né le 20 décembre 1929 à Beyrouth (Grand Liban) et mort le 25 août 2024 dans la même ville, est un homme d'État libanais sunnite.
Il est cinq fois Premier ministre (1976-1980, 1987-1990, 1988-1989 (en même temps que Michel Aoun), 1989-1990, 1998-2000) et longtemps député de Beyrouth.

## Biographie
Salim el-Hoss devient Premier ministre pour la première fois en décembre 1976, nommé par le président Elias Sarkis. Il démissionne en 1980.
Il est nommé en 1984 ministre de l’Éducation dans le gouvernement de Rachid Karamé sous la présidence d’Amine Gemayel et devient Premier ministre par Intérim en 1987 après l’assassinat de Karamé.
En 1988, à la fin du mandat de Gemayel, il refuse de céder le pouvoir au Premier ministre par intérim Michel Aoun, dont il juge la nomination anticonstitutionnelle (Aoun est chrétien alors que cette fonction est réservée à un sunnite). Hoss reste à la tête d’un gouvernement dont le pouvoir s’étend sur les régions musulmanes du Liban.
Il est nommé à nouveau Premier ministre en 1989 après les accords de Taëf par le président René Moawad puis par Elias Hraoui. Il démissionne un an plus tard.
Il est élu député de Beyrouth en 1992 et sera réélu en 1996.
Il est nommé Premier ministre en 1998 par le président Émile Lahoud. Il démissionne en 2000 après sa défaite aux élections législatives face à la liste de Rafiq Hariri.
Salim el-Hoss est l’un des opposants historiques à Hariri et prône une politique beaucoup moins libérale et moins pro-occidentale. C’est un économiste qui a fait sa carrière dans l’enseignement universitaire et le secteur bancaire jusqu’aux années 70. Il est l’auteur de nombreux ouvrages d’économie et de sciences politiques.
Il est président d’un petit parti politique, le Cénacle de l’Action nationale, jusqu’en 2006. Depuis 2005, il gère le Forum de l’Unité nationale – la Troisième force, qui se veut équidistante des forces pro et antisyriennes.
Il est l'ancien président de la Commission de contrôle des banques libanaises.
Salim el-Hoss a participé à la conférence « anti-impérialiste » Axis for Peace, organisée en 2005 par le Réseau Voltaire.